# 鷺鷺酒家

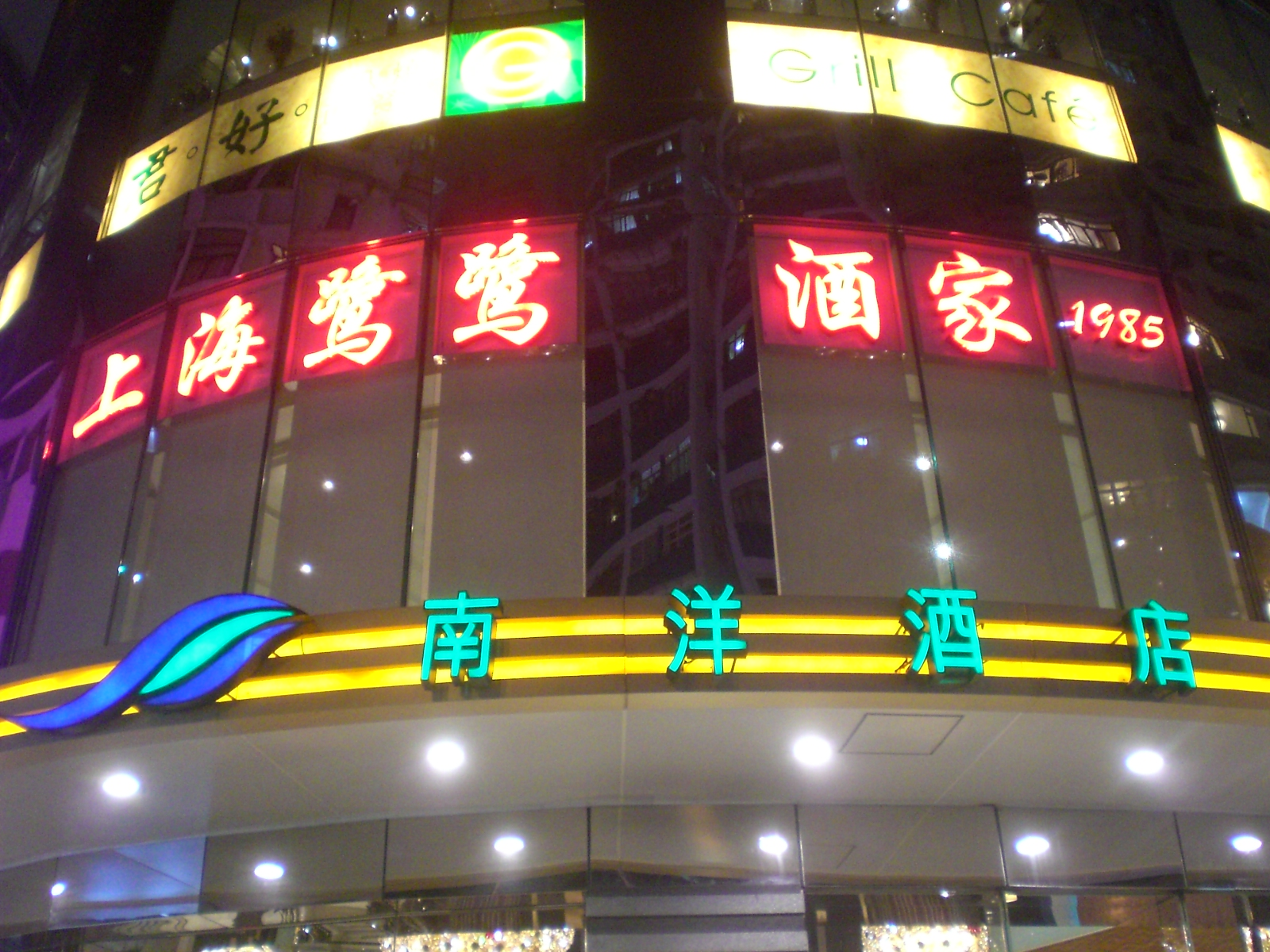
上海鷺鷺酒家在香港島灣仔

鷺鷺酒家（Lu Lu Shanghai Cuisine），是中國上海一間本幫菜酒家，走新派路線，由上海鹭鹭餐饮管理有限公司於1985年創辦，至今已发展为拥有8家分店（上海5家；北京2家；香港1家）。营业面积已达16000平方米，可供餐位3500个。

## 分店
- 上海
  - 恒隆店 上海恒隆廣場
  - 虹橋店 水城南路
  - 静安店 愚园路
  - 浦東店 陆家嘴东路
  - 五角場店 淞滬路
- 北京
  - 軍博店 海淀區復興路
  - 慈雲寺店 朝陽區慈雲寺
- 香港
  - 銅鑼灣 南洋酒店 己結業

因「鷺鷺酒家」此名在香港已被另一家所使用，來港時曾一度改稱「陸鷺酒家」，以茲分別，但已於2007年中正名為「鷺鷺酒家」。

## 外部連結
- 鱼眼看上海之鹭鹭酒家
- 一周光臨兩次味道總歸好—鷺鷺酒家_新浪上海（页面存档备份，存于）
- OpenRice.com（页面存档备份，存于）